# جيمس بيرس (سياسي)
جيمس بيرس (بالإنجليزية: James Pearce)‏ هو سياسي أمريكي، ولد في 14 ديسمبر 1805 في الإسكندرية في الولايات المتحدة، وتوفي في 20 ديسمبر 1862 في تشيسترتاون في الولايات المتحدة. نشط حزبياً في حزب اليمين والحزب الديمقراطي. وقد انتخب عضو مجلس النواب لولاية ماريلند وانتخب عضو مجلس النواب الأمريكي وانتخب عضو مجلس الشيوخ الأمريكي عن دائرة ماريلند (4 مارس 1843 – 20 ديسمبر 1862).